# Класифікація ґрунтів України

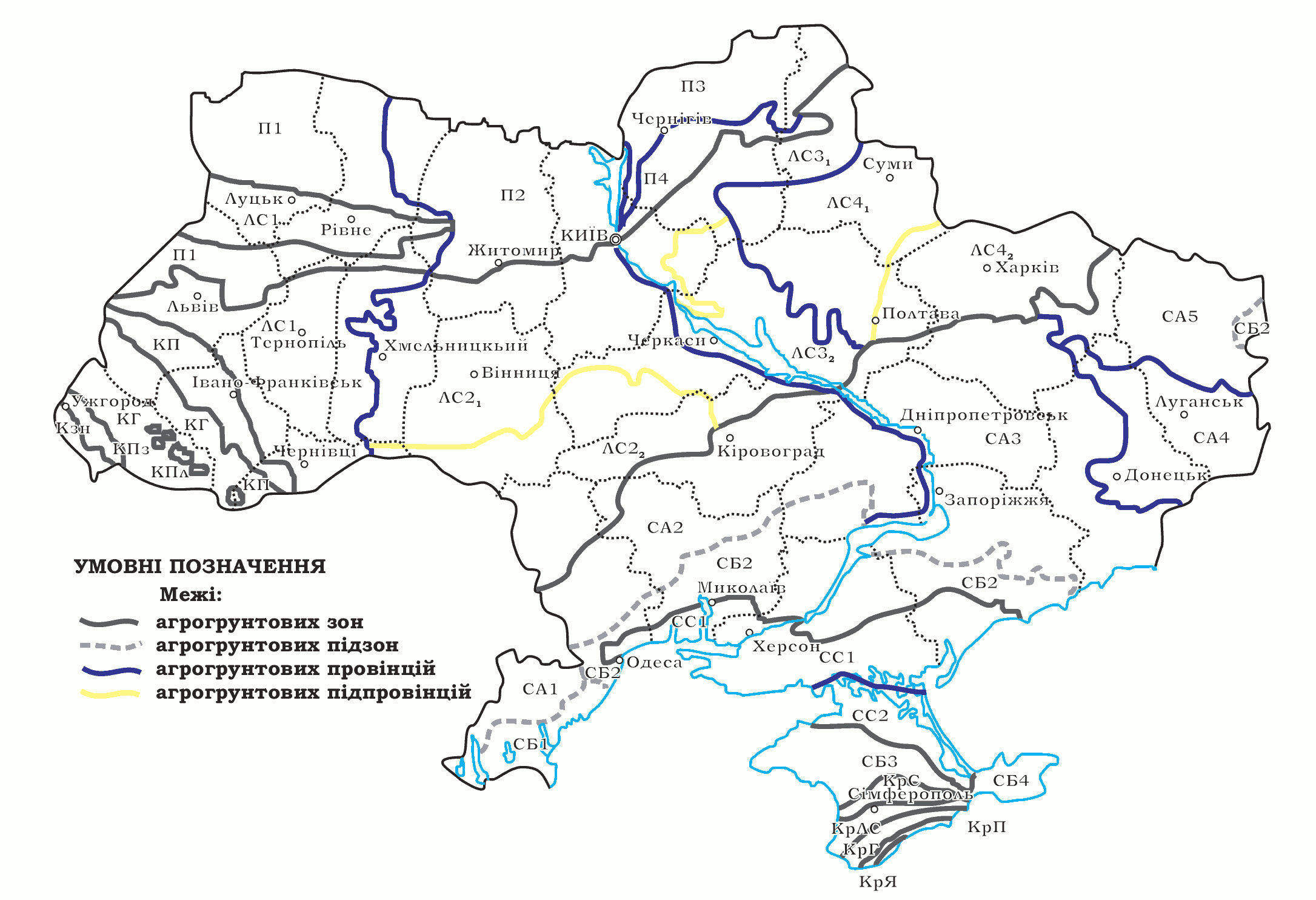
Агрогрунтове районування України

Класифікація ґрунтів України є відображенням рівня вітчизняної ґрунтознавчої науки у країні і, одночасно, її фундаментом. Класифікація ґрунтів — є об'єднання у групи за головними властивостями, походженнями та особливостями родючості. В Україні проблема класифікації ґрунтів залишається не вирішеною при достатньо великому спектрі запропонованих схем.
Детальна типологія ґрунтів України представлена у вигляді номенклатурних списків для крупномасштабних ґрунтових обстежень.
У 2005 році в Україні запропонована класифікація ґрунтів генетично-субстантивного типу. Вона включає такі таксономічні одиниці: тип — підтип — рід — вид — варіант — літологічна серія,. Основною таксометричною одиницею сучасної класифікації ґрунтів є генетичний ґрунтовий тип, який був установлений ще В.Докучаєвим. До одного типу відносяться ґрунти, що розвивались на певній групі материнських порід при однакових кліматичних, біологічних та гідрологічних умовах.

## Класифікація ґрунтів України
Класифікація ґрунтів України, створена на генетичних принципах, а її параметри анонсовані у 1988 році. У ній використані традиційні в українському ґрунтознавстві підходи, рівень знань і базу даних щодо генезису і властивостей ґрунтів України. Низхідне відгалуження ґрунтової класифікації, тобто всі, що нижче ґрунтового типу, часто називають систематикою ґрунтів.
- тип — за речовинним складом, основна таксономічна одиниця. В один тип об'єднуються ґрунти з одноманітними гідротермічними умовами під однотипною рослинністю, на материнських породах подібного мінералогічного складу, з однотипною будовою ґрунтового профілю, близьким рівнем родючості і єдністю заходів щодо поліпшення;
- підтип — розкриває зміст типу і включає ґрунти, у яких поряд з типовими є властивості, що характерні для інших типів;
- рід — таксономічна одиниця, що відображає карбонатність, кислотність, оглеєння, прояв солонцюватості і засолення ґрунтів тощо;
- літологічна серія — таксономічна одиниця, що відображає генетичну природу ґрунтоутворювальних порід;
- вид — за найменуванням ґрунтів (з урахуванням розмірів часток та показників властивостей); таксономічна одиниця, що відображає ступінь прояву ознак типу, підтипу, роду і літологічних ознак;
- різновид  — визначається за гранулометричним складом верхніх ґрунтових горизонтів та материнських порід; за кількісними показниками речовинного складу, властивостей та структури ґрунтів;
- розряд  — різняться генетичними властивостями ґрунтоутворюючих порід (леси, суглинки, алювіальні тощо.

## Номенклатура ґрунтів
Номенклатура ґрунтів в ґрунтознавстві  — це найменування ґрунтів з урахуванням їх властивостей та класифікації.
В.Докучаєвим в основу номенклатури ґрунтів було покладено назви, якими ґрунти називали в народі, через колір верхніх ґрунтових горизонтів. На території України розташовані генетичні типи ґрунтів: чорноземи, підзол, дерново-підзолисті, сірі лісові, бурі, каштанові, коричневі, лучні, буроземи і т. ін. Частина ґрунтів була названа за особливостями горизонтів, наприклад, солончак, торф'яно-глеєві, солонець.
Забарвлення ґрунтів було однакове у різних генетичних типів ґрунтів, тому до назви почали додавати стислу екологічну характеристику. умов утворення ґрунту. Наприклад, болотні, пустинні, лучні. Номенклатура підтипів ґрунтується на морфологічних особливостях, а також показує положення підтипу всередині ґрунтової зони (наприклад, чорнозем південний). Для номенклатури родів ґрунту використовується характерні властивості ґрунтів (наприклад, солонцюваті). Номенклатура видів складається з характеристик властивостей ґрунтів та ознак ґрунтових процесів. Різновидності ґрунтів використовують назву гранулометричного складу. Номенклатура розряду має назву, яка характеризує генезис материнської породи. Якщо ґрунт формується на двохчленній породі, то вказують обидві.
Повна назва ґрунтів повинна мати назву типу, підтипу, роду, виду, різновидності, розряду. Наприклад, чорнозем південний малогумусовий міцелярноглибокозакіпаючий важко суглинковий на легко глинистому лесі:
- чорнозем  — тип
- південний  — підтип
- малогумусовий  — рід
- міцелярноглибокозакіпаючий  — вид
- важко суглинковий  — різновидність
- на легко глинистому лесі  — розряд

Такі ґрунти зустрічаються в Одеській області, Придунайському сухому степу

### Діагностика ґрунтів
Для визначення класифікації ґрунтів використовується їх діагностика. Для неї враховується ознаки ґрунтів, які можуть відповідати класифікаційним підрозділам. Ці ознаки визначають завдяки обстеженням ґрунтового профілю та аналізом.структури ґрунтів. Якщо цього не достатньо, то робиться глибокий аналіз на склад гумусу, хімічних елементів тощо. Вивчення гідротермічного режиму ґрунтів треба для визначення окремих типів та підтипів.
Для діагностики сільськогосподарських ґрунтів треба, окрім морфологічних даних, ще агрофізичні та агрохімічні аналізи.